# Alchemilla amauroptera
Alchemilla amauroptera é uma espécie de rosácea do gênero Alchemilla, pertencente à família Rosaceae.